# Максім Берно
Максім Берно (фр. Maxime Bernauer, нар. 1 липня 1998, Еннбон) — французький футболіст, захисник клубу «Сент-Етьєн».

## Клубна кар'єра
Народився 1 липня 1998 року в місті Еннбон. Вихованець юнацьких команд футбольних клубів «Еннбон», «Лор'ян», «Монтаньяр» та «Ренн». У дорослому футболі дебютував 2017 року виступами за резервну команду «Ренна», в якій провів два сезони, взявши участь у 51 матчі чемпіонату. Більшість часу, проведеного у складі другої команди «Ренна», був основним гравцем захисту команди, але до першої команди так і не пробився
Згодом з 2019 по 2021 рік грав у складі команд «Конкарно» та «Ле-Ман» у Національному чемпіонаті, третьому дивізіоні Франції. Своєю грою за останню команду привернув увагу представників тренерського штабу клубу «Париж» з Ліги 2, до складу якого приєднався 2021 року. Відіграв за команду з Парижа наступні два сезони своєї ігрової кар'єри. Граючи у складі столичної команди також здебільшого виходив на поле в основному складі команди.
7 червня 2023 року він перейшов до «Динамо» (Загреб) за 1,3 мільйона євро плюс бонуси. З новою командою у першому ж сезоні став чемпіоном Хорватії та володарем національного кубка. 
2 лютого 2025 року Максім повернувся до Франції, приєднавшись на правах оренди з правом викупу до вищолігового «Сент-Етьєна». В кінці сезону французький клуб скористався своїм правом і придбав футболіста за 1,2 мільйона євро. Станом на 23 липня 2025 року відіграв за команду із Сент-Етьєна 11 матчів у національному чемпіонаті.

## Виступи за збірні
2013 року дебютував у складі юнацької збірної Франції (U-16), загалом на юнацькому рівні взяв участь у 17 іграх.

## Статистика виступів

### Статистика клубних виступів
Станом на 14 березня 2024
| Сезон             | Команда           | Чемпіонат         | Чемпіонат | Чемпіонат | Національний кубок | Національний кубок | Національний кубок | Континентальні кубки | Континентальні кубки | Континентальні кубки | Інші змагання | Інші змагання | Інші змагання | Усього | Усього | Усього |
| Сезон             | Команда           | Ліга              | Ігор      | Голів     | Ліга               | Ігор               | Голів              | Ліга                 | Ігор                 | Голів                | Ліга          | Ігор          | Голів         | Ігор   | Голів  |        |
| ----------------- | ----------------- | ----------------- | --------- | --------- | ------------------ | ------------------ | ------------------ | -------------------- | -------------------- | -------------------- | ------------- | ------------- | ------------- | ------ | ------ | ------ |
| 2016–17           | «Ренн 2»          | Н2                | 8         | 0         |                    | -                  | -                  |                      | -                    | -                    |               | -             | -             | 8      | 0      |        |
| 2017–18           | «Ренн 2»          | Н2                | 20        | 1         |                    | -                  | -                  |                      | -                    | -                    |               | -             | -             | 20     | 1      |        |
| 2018–19           | «Ренн 2»          | Н3                | 23        | 0         |                    | -                  | -                  |                      | -                    | -                    |               | -             | -             | 23     | 0      |        |
| 2019–20           | «Конкарно»        | Н1                | 25        | 0         | КФ                 | 2                  | 0                  |                      | -                    | -                    |               | -             | -             | 27     | 0      |        |
| 2020–21           | «Ле-Ман»          | Н1                | 32        | 0         | КФ                 | 0                  | 0                  |                      | -                    | -                    |               | -             | -             | 32     | 0      |        |
| 2021–22           | «Париж»           | Л2                | 31        | 1         | КФ                 | 2                  | 0                  |                      | -                    | -                    |               | -             | -             | 33     | 1      |        |
| 2022–23           | «Париж»           | Л2                | 35        | 1         | КФ                 | 3                  | 0                  |                      | -                    | -                    |               | -             | -             | 38     | 1      |        |
| 2023–24           | «Динамо» (Загреб) | ФЛ                | 8         | 1         | КХ                 | 3                  | 1                  | ЛЧ+ЛЄ+ЛК             | 1+0+5                | 0                    | SC            | 0             | 0             | 17     | 2      |        |
| Усього за кар'єру | Усього за кар'єру | Усього за кар'єру | 182       | 4         |                    | 10                 | 1                  |                      | 6                    | 0                    |               | 0             | 0             | 198    | 4      |        |

## Титули і досягнення
- Чемпіон Хорватії (1):

«Динамо» (Загреб): 2023/24
- Володар Кубка Хорватії (1):

«Динамо» (Загреб): 2023/24
- Володар Суперкубка Хорватії (1):

«Динамо» (Загреб): 2023